# Szvébek

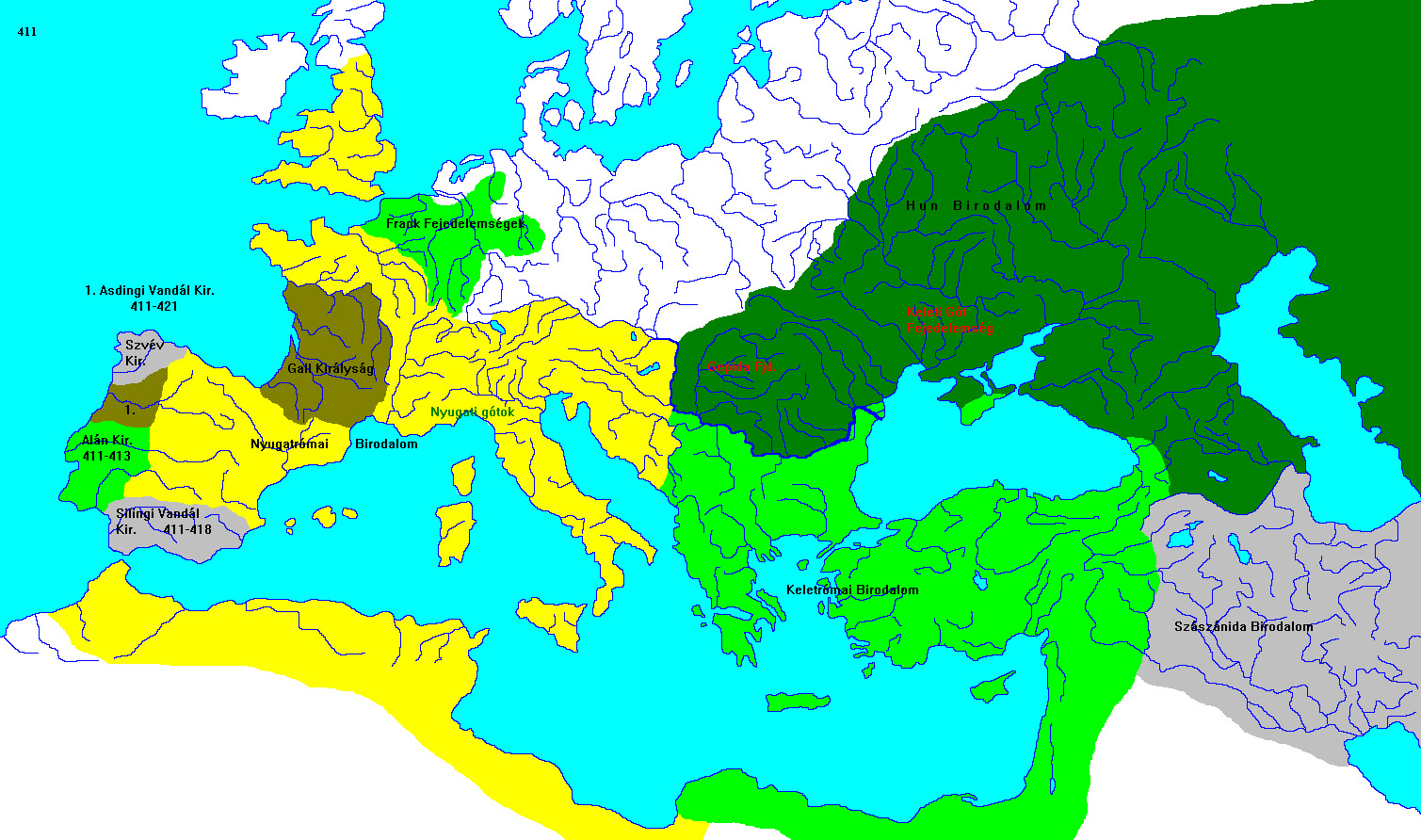
Európa 411-ben

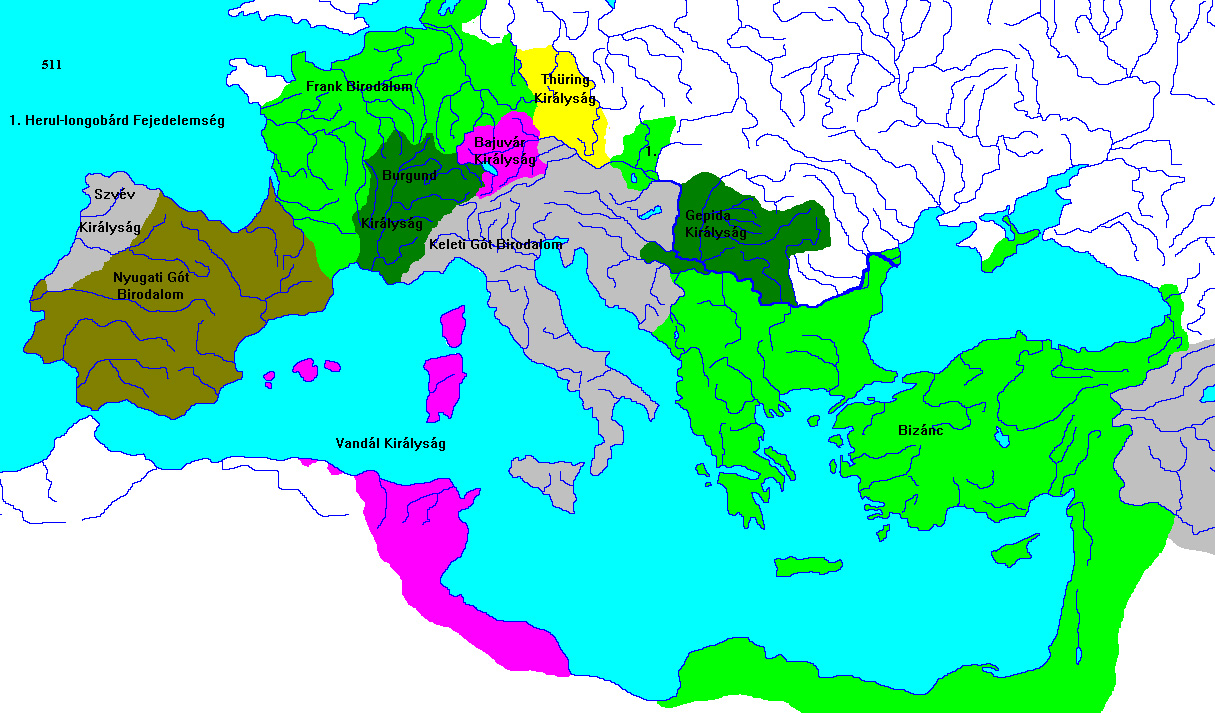
Európa 511-ben

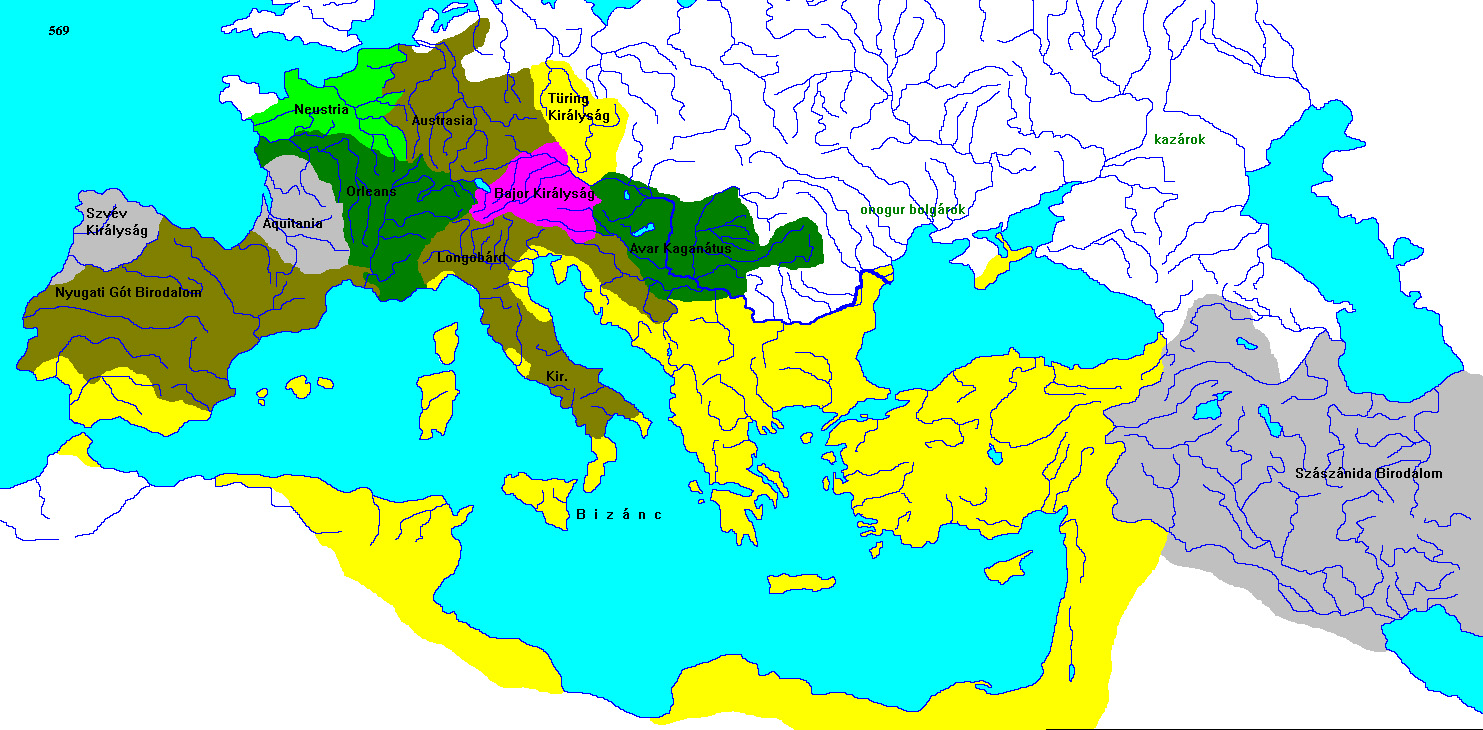
Európa 569-ben

A szvébek vagy szvévek (Suebi, Suevi) névetimológiájukból következően valószínűleg a svábok (Schwaben) rokonai vagy részei, a nyugati germán népek egy csoportja, amelyhez többek között a markomannok, a kvádok, a hermundurok, a szemnonok (nem keverendők össze a szenonokkal) és talán a longobárdok tartoztak. Indogermanista nyelvészek szerint a név a protogermán *swēbaz szóból származik, ami a *SWE (= saját ember) szótő származéka.
Az 1. században az Elba folyó melletti területeken éltek.
Néhány csoportjukat a hunok elűzték szálláshelyükről, ezek részben Elzász, Bajorország és Svájc területére telepedtek, ahol feloldódtak a többi germán népcsoportban. Legnyugatibb águk azonban 409 táján behatolt Hispaniába, ahol az északnyugati területen félig-meddig független királyságot hozott létre. Keresztény királyukat, Rechiart 456-ban a nyugati gótok legyőzték, de az utolsó szvéb területek csak 585-ben kerültek gót fennhatóság alá.

## Korai történetük
Tacitus szerint a Suebi törzs Germania középső vidékének nagy részét elfoglalta, sőt gyűjtőnévként alkalmazza a Dunamenti, az Elba vízgyűjtője környéki, jütlandi és holsteini törzsekre. Suebia szerinte földrajzi értelemben a Kárpát-medencétől Dániáig, illetve Balti-tengertől a Ruhr-vidékig terjedt, magába foglalva sok germán és nemgermán törzset.
Tacitus a suebi megnevezést valószínűleg a szabad ember értelemben használt germán szóból vezette le, amit a hajviseletre utaló szvéb-csomó megjelenése igazol: ezt a hajviseletet a szabad germánok hordták, hogy megkülönböztesse őket a rabszolgáktól.
Tacitus leírásával ellentétben ebben a korban nem volt egységes szvéb állam, csak egy sor germán törzs, amelyek kultúrája jelentősen eltért, de részlegesen együttműködtek. Ennek eredményeként alakulhatott ki az úgynevezett elbai germán régészeti kultúra. Ennek fő jellemzői:
- fekete, polírozott edények,
- hamvasztásos temetkezés.

Elterjedési területe Holstein és Mecklenburg, a Közép-Duna északi partja és a Morva folyó völgye között. Az elbai germánok keleten Türingián is túl terjeszkedtek, nyugaton pedig a Majna vidékéig. Az i. e. 1. század elején megszállták a Felső-Rajna vidékét is. Az elbai germán kultúrának két központja alakult ki a Kárpát-medencében: a Cseh-medencében (markomannok) és a Felvidék nyugati részén (kvádok). A későbbi szvébként ismert törzs Caesar idejében (i. e. 58.) a Rajna vidékén tartózkodott.
Caesar Gall háború című munkájában viszonylag részletes információk találhatók a szvébek életéről. Központi hatalom nélküli törzsi társadalmat ír le, amiben évenként újraparcellázzák a szántóföldeket. Az i. e. 58-as római portyáik után i. e. 56-ban egy római fennhatóság alatti germán törzs panaszkodott Caesarnak, hogy a szvébek zaklatják.
I. e. 29-ben, majd i. e. 9-ben is folyt szvéb-római csatározás, a szvébek mindkét alkalommal a hátországi erdőkbe visszavonulva vették fel a küzdelmet. Ezekről Cassius Dio és Florus beszámolói értesítenek részletesen, de még Suetoniusnál is említésre kerül.
Sztrabón szerint a Soēboi törzs a Rajna-vidék egészén elszórva lakik. (VII. könyv) Ezenkívül viszont Germania, a mai Lengyelország, Csehország, a Duna és az Elba vidéke is a fennhatóságuk alá tartozott, ugyanakkor felsorolta a szvébeket alkotó törzseket is, ezért megint csak nyilvánvaló módon a szvéb nevet Sztrabón is gyűjtőkategóriaként értelmezte.
Idősebb Plinius a Naturalis Historia című munkájában sokat írt a germán háborúkról. Szerinte a germánok öt főága:
- hermioni,
- suebi,
- hermunduri,
- chattii és
- cheruscii.

Klaudiosz Ptolemaiosz két helyen emlékezik meg a szvébekről. Marcus Annaeus Lucanus szerint a szvébek a legtávolabbi északi germán nép. Tacitus valószínűleg kompilációt írt, azonban mivel forrásai az eltelt kétezer esztendő alatt jórészt megsemmisültek, nagyon fontos információkkal szolgál.
A többé-kevésbé egységes elbai germán régészeti kultúra a 3. és az 5. század között, az elvándorlások eredményeként szűnt meg; az elvándorolt törzsek:
- alemannok
- longobárdok
- szemnonok

önálló államszervezetre és kultúrára tettek szert.
A szvébek 405-ben a vandálokkal és az alánokkal együtt átlépték a Rajnát, és betörtek a Római Birodalomba. A több mint négy évig tartó rablóhadjárat végén a mai Portugália északi részén érték el az Atlanti-óceánt, és ott letelepedtek.

## Szvéb Királyság
A Szvéb Királyságot 410-ben alapították a Pireneusi-félsziget északnyugati csücskében, vagyis a mai Portugália és Galicia északi részén, amit akkoriban Lusitania néven neveztek. Ez volt az első olyan terület, ahol a római birodalomtól elszakadó részen új állam alakult ki. A germán szvéb nyelvet hamarosan felváltotta egy latin utódnyelv, ami a hispániai latin nyelvekhez kapcsolja (spanyol, portugál).

## A Kárpát-medencében
A Kárpát-medencében szvébeknek nevezik a kvádok utódait, akik szállásterülete eredetileg a Dunakanyar és a Morva között volt, majd a Kárpát-medencei hun birodalom összeomlása után mind többen vándoroltak be Észak-Dunántúlra. A Dunától délre szembekerültek a keleti gótokkal. Csatlakoztak a gótok elleni szövetséghez, de 469-ben a Bolia menti csatában, ahol a szvéb hadakat Hunimund és Halarich vezette, a szövetség döntő vereséget szenvedett. A 6. század elején a Kárpát-medencei szvébek a longobárdok uralma alá kerültek, majd 568-ban azokkal együtt Észak-Itáliába költöztek át.